# Zhongli Quan
Zhongli Quan (xinès simplificat: 锺离权, xinès tradicional: 锺離權, pinyin: Zhōnglí Quán, Wade-Giles: Chung-li Ch'üan) és una deïtat taoïsta de la mitologia xinesa, militar en la seva vida terrenal i el segon més ancià dels vuit immortals i líder del grup després de Li Tieguai, encara que alguns consideren a Lü Dongbin com el cap no oficial. També és conegut com a Zhongli d'Han (汉锺离, 漢锺離, Hàn Zhōnglí) per haver nascut en temps de la dinastia Han.
Els taoístes l'anomenen el primer mestre del Yang veritable (正阳祖师, 正陽祖師, Zhèn Yáng Zú Shī) i en els relats que descriuen la seva trobada amb Lü Dongbin abans d'aconseguir la immortalitat se li anomena mestre Yunfang (云房先生, 雲房先生, Yún Fáng Xiānshēng).Posseeix un ventall amb el qual va poder reviure als morts i transformar les pedres en or i plata i amb el qual va salvar a la Xina d'una fam que l'assotava. Representa als militars i a l'abundància.

## Naixement i infància
Zhongli Quan era oriünd de Yantai (燕台, Yàntái) i fill d'un príncep de segon rang. Segons la llegenda, quan va néixer l'habitació es va omplir de brillants rajos de llum.

## Quan Zhongli aconsegueix la immortalitat
Va ser enviat per l'emperador a lluitar contra els tibetans però, després de ser derrotat, es va convertir en fugitiu i va vagar per un país salvatge i muntanyenc. Enmig d'un dens bosc es va trobar amb un sacerdot estranger que portava el pèl desordenat i vestia roba feta amb pell d'os, el qual li va guiar fins que van veure un poble. El sacerdot li va dir que allí vivia el mestre Donghua, que havia aconseguit la unió amb el Tao, i que allí podia allotjar-se. Dit això, li va fer una reverència i se'n va anar. Zhongli Quan no es va atrevir a cridar a la porta però a l'estona va aparèixer un ancià vestit amb pells de cérvol blanc i portant un bastó de prunera. L'home li va preguntar si no era ell el general Zhongli Quan i per què no havia trobat allotjament amb el sacerdot. Zhongli Quan va comprendre que l'ancià no era un home corrent i que, després d'haver escapat del perill, havia de centrar-se ara en els misteris de la immortalitat.
Va estudiar com aconseguir-la amb l'ancià, qui a més li va dir el secret per extreure la panacea. Quan va deixar el poble, es va donar la volta per tirar-li un últim cop d'ull però va veure que havia desaparegut. A partir de llavors va vagar sense rumb fix fins que va arribar a l'estat de Dl. (en l'actual Shandong), bressol de Confucio, on va romandre durant un temps a la ciutat de Zou. Posteriorment es va retirar a les muntanyes i va descobrir la panacea mentre meditava. No obstant això, poc després, Zhongli va caure malalt i va anar a les muntanyes de Hengzhou per morir. Quan els seus deixebles van obrir la tomba, la van trobar buida.

## Iconografia
Se li representa com un home corpulent, amb el pit i la panxa nus i portant barba. Els seus emblemes són el seu gresol, que representa l'alquímia, i un préssec, símbol de la longevitat. El ventall és de vegades de plomes i de vegades quadrangular amb un espanta mosques en l'extrem. Ocasionalment també pot portar una espasa de doble tall, l'emblema del seu alumne Lü Dongbin.